# Antonio Veracini
Antonio Veracini (17 de enero de 1659 – 26 de octubre de 1733) fue un compositor y violinista italiano del barroco.
Nació en Florencia, hijo mayor de Francesco Veracini, notable violinista que dirigía una escuela de música, y de quien Antonio aprendió a tocar el instrumento. Cuando la salud de su padre comenzó a declinar alrededor de 1708, Antonio asumió la dirección de la escuela, enseñando entre otros a su sobrino,  Francesco Maria Veracini (1690–1768), luego reconocido violinista y compositor por derecho propio.
Al contrario que su sobrino, quien viajó por toda Europa, Antonio casi no salió de Florencia. Visitó Roma en dos ocasiones, donde se sabe que conoció a Arcangelo Corelli, y en 1720 visitó brevemente Viena.(Hill, 2001)
Murió a los 75 años, que en sus tiempos se consideraba una edada avanzada. Durante su vida poseyó instrumentos musicales de inestimable valor, algunos fabricados por  Jakob Stainer y otros por Nicola Amati.

## Obra

### Música instrumental
- 10 Sonatas a tre para dos violines y violón o archilaúd con bajo para órgano, op. 1 (Florencia, 1691)[2]
- 12 Sonatas da chiesa para violín, violón o archilaúd con bajo para cémbalo, op. 3 (Modena, 1696)[2]

### Oratorios
- El hijo pródigo, (1693)[2]
- La caída de los filisteos tras la muerte de Sansón, (1695)
- El triunfo de Josué, (1703)
- Assalon castigado, (1708)

La música de los oratorios arriba listados se encuentra perdida.